# Big Daddy Kane
Big Daddy Kane, pseudonimo di Antonio Hardy (New York, 10 settembre 1968), è un rapper statunitense di Brooklyn, cresciuto nel quartiere di Bedford-Stuyvesant.
Durante la sua carriera ha lavorato con diversi artisti di primo piano quali James Brown, Biz Markie, Marley Marl, Teddy Riley, Rudy Ray Moore e Barry White. Fortemente influenzato da Grandmaster Caz nei lavori di inizio carriera, Kane ha poi continuato a lavorare sul proprio veloce flow e sulla sua tecnica di freestyle. Membro della Juice Crew di Marley Marl, ha scritto testi anche per altri componenti del gruppo quali Biz Markie e Roxanne Shante. Kane si può considerare il responsabile dell'avvio della carriera di Obie Trice.

## Soprannome
L'acronimo "King Asiatic Nobody's Equal" è spesso associato al suo soprannome "Kane". Quest'ultimo però originariamente deriva dal popolare show televisivo statunitense Kung Fu. "Big Daddy" invece è il personaggio interpretato da Vincent Price in un film di Frankie Avalon, Beach Party.

## Biografia
Kane è conosciuto soprattutto per la sua abilità nel sincopare su veloci beats; per questo motivo è annoverato tra i pionieri di quello che è stato definito fast-rap. Nel 1984, Kane diviene amico di Biz Markie e co-scrive alcuni dei testi più noti di Biz. Il nome Big Daddy Kane deriva da una variazione di Caine, il personaggio di David Carradine della serie televisiva Kung Fu (1972-1975), e un personaggio chiamato "Big Daddy" che Vincent Price ha interpretato nel film Vacanze sulla spiaggia (1963). Durante i primi anni 1990, Jay-Z andò in tour con Kane, e Kane lo aiutò all'inizio della sua carriera. Ice-T dice: "In realtà ho incontrato Jay-Z con Kane. Kane ha portato Jay-Z a casa mia".
Un rigenerato Big Daddy Kane ha avuto l'occasione dopo il 2002 di rendersi nuovamente visibile grazie alle collaborazioni con artisti di alternative hip hop quali Jurassic 5, Little Brother, e DJ Babu dei Beat Junkies. Nello stesso anno ha anche pubblicato due singoli: The Man, The Icon, prodotto da The Alchemist, e Any Type of Way, prodotto da DJ Premier, in cui il rapper parla del collasso urbano dopo l'11 settembre 2001 e dell'erosione della cosiddetta "classe media". Ha partecipato al singolo della band trip hop Morcheeba What's Your Name, del 2003. Nel 2005 ai VH1 Hip-Hop Honors è stato molto apprezzato per un medley di rivisitazioni da T.I., Black Thought e Common, incluso il brano Warm It Up, Kane assieme a Scoob e Scrap. Nel 2006 è apparso come "MC" sulla traccia Get Wild Off This prodotta dai The Stanton Warriors per il loro Stanton Sessions Vol 2 Breaks Mix. Successivamente è apparso con Wu-Tang Clan, Rakim e i suoi vecchi amici Busta Rhymes e Q-Tip al Summer Jam Concert 2006 (7 giugno 2006), iniziativa di Busta Rhymes in onore dell'hip hop newyorkese.
Il 24 novembre 2014, Big Daddy Kane ha discusso della sua educazione, delle influenze infantili, delle relazioni, delle esperienze sessuali e del libro di Madonna del 1992 Sex in un'intervista al Dr. Zoe Today show. Nel 2016, è apparso nel singolo di Tito Jackson "Get It Baby" oltre ad apparire nel documentario Hip-Hop Evolution. Nel giugno 2020, Kane ha pubblicato il singolo "Enough", volto ad affrontare le questioni relative alla brutalità della polizia.

## Discografia

### Album in studio
- 1988 - Long Live the Kane
- 1989 - It's a Big Daddy Thing
- 1990 - Taste of Chocolate
- 1991 - Prince of Darkness
- 1993 - Looks Like a Job For...
- 1994 - Daddy's Home
- 1998 - Veteranz Day

## Filmografia
- Nell'ombra di un delitto (Exposed), regia di Declan Dale (2016)

## Premi e riconoscimenti
- 2005: inserito al 7º posto nella lista I più grandi MC di tutti i tempi da MTV[7]